# Pueraria pulcherrima
Pueraria pulcherrima là một loài thực vật có hoa trong họ Đậu. Loài này được (Koord.) Koord.-Schum. miêu tả khoa học đầu tiên.